# Alunu
Alunu – wieś w Rumunii, w okręgu Vâlcea, w gminie Alunu. W 2011 roku liczyła 725 mieszkańców.